# 샛돌고래
샛돌고래(Lagenodelphis hosei)는 참돌고래과에 속하는 고래의 종이다. 사라왁돌고래라고도 한다. 태평양의 심해에서 발견되며, 인도양과 대서양에는 덜 분포한다.

## 같이 보기
- 고래류의 종 목록
- 해양생물학